# Discocerina fumipennis
Discocerina fumipennis är en tvåvingeart som beskrevs av Wirth 1955. Discocerina fumipennis ingår i släktet Discocerina och familjen vattenflugor. Inga underarter finns listade i Catalogue of Life.